# Casa de Charles G. Learned
La Casa de Charles G. Learned fue construida como una casa privada ubicada en 8544 Lake Street en la villa de Port Austin, en el estado de Míchigan (Estados Unidos). Fue incluido en el Registro Nacional de Lugares Históricos en 1984.  Ahora es un bed and breakfast conocido como Garfield Inn, que lleva el nombre del presidente estadounidense James A. Garfield, un amigo de la familia Learned e invitado frecuente.

## Historia
Charles G. Learned nació en 1816 en West Troy, Nueva York. Su padre era un exitoso contratista de obras públicas, y en 1835 Charles ganó un contrato a nombre de su padre para construir un acueducto de una milla par abastecer la ciudad de Nueva York. Se casó con Maria Raymond en 1838 y continuó trabajando en importantes contratos de obras públicas en Nueva York y los estados circundantes. Learned también se estableció tanto en la agricultura como en la explotación forestal en West Troy. Durante este tiempo, él y su familia conocieron a su amigo de toda la vida, el futuro presidente James A. Garfield. Garfield era entonces un estudiante y vivió con la familia entre períodos universitarios.
A fines de la década de 1850, Learned se interesó en la frontera de Míchigan, particularmente en la explotación forestal. En 1859, consolidó, vendió o arrendó todas sus participaciones comerciales en el estado de Nueva York, comenzó nuevas empresas comerciales en Míchigan y se mudó a Port Austin con su familia. Una vez en Port Austin, Learned adquirió esta propiedad, que ya tenía una vivienda ubicada en ella. Se desconocen el origen y la propiedad de la vivienda, pero probablemente se construyó en algún momento entre 1837 y la llegada de Learned en 1859. El nuevo propietario la remodeló, duplicando el área de la casa. Learned se involucró rápidamente en extensos intereses comerciales en el área, comerciando con mercancías en general, hundiendo un pozo de sal y abriendo un aserradero, una fábrica de tejas y otra fábrica de barriles, y un molino de harina. Aproximadamente en 1866, la pareja construyó una gran adición a la casa. Aproximadamente en esta época, Garfield, entonces en el Senado de los Estados Unidos, volvió a visitarlos de nuevo, y fue, de hecho, un invitado frecuente durante la década de 1860.
En 1870, Jonas Learned, el único hijo de Charles y Maria, se mudó a la casa de Port Austin. Había estado involucrado en la fabricación de madera y en una exitosa empresa mercantil en Port Crescent durante algún tiempo, pero optó por unirse a la próspera comunidad de Port Austin. Mientras tanto, Charles Learned cambió su interés por los productos agrícolas, y en 1871 Charles y Jonas colaboraron para agregar, durante una serie de años, una serie de detalles arquitectónicos estilo Segundo Imperio a lo que hasta ese momento había sido una casa de estilo italiano. En 1874, Jonas vendió sus otros negocios y se unió a la empresa agrícola de su padre.
Maria Learned murió en 1881 y Charles la siguió en 1891. Jonas Learned y su familia continuaron viviendo en la casa hasta 1931, cuando fue vendida a un fabricante local, el Sr. Mayes. Mayes cambió el nombre de la casa a Mayes Inn y la operó como casa para turistas, bar y restaurante. En 1946 fue comprada por el Sr. Neinaltowski, quien cambió el nombre por el de Tower Hotel. En 1979, Edward y Diana Hilgendorf compraron el Tower Hotel, pero en 1982 lo vendieron a Gail y Gary Regnier, quienes comenzaron una extensa restauración de la casa.

## Descripción
La Charles G. Learned House es una estructura prominente de tres pisos y medio con un estilo distintivo del Segundo Imperio, que refleja varias generaciones de construcción. Tiene un techo abuhardillado y una gran torre frontal, ambas adiciones de 1870 a una casa de estilo italianizante anterior.